# Raión de Krynychky
Raión de Krynychky (en ucraniano: Криничанський район) es un antiguo raión o distrito de Ucrania en el óblast de Dnipropetrovsk. 
Comprende una superficie de 1684 km².
La capital fue la ciudad de Krynychky.

## Demografía
Según estimación 2010 contaba con una población total de 36549 habitantes.

## Otros datos
El código KOATUU es 1222000000. El código postal 52300 y el prefijo telefónico +380 5654.